# Bologna-massakren
Bologna-massakren (italiensk: Strage di Bologna) var en bombesprængning på hovedbanegården i Bologna i Italien 2. august 1980 om formiddagen. Sprængningen, der var en terrorhandling, dræbte 85 mennesker og sårede mere end 200. Den yderligtgående neo-fascistiske terrororganisation Ordine Nuovo er blevet anklaget for aktionen, mens to agenter fra SISMI (det italienske hemmelige politi) og stormesteren for frimurerlogen Propaganda Due, Licio Gelli, blev dømt for vildledning af efterforskningen.

## Angrebet
Klokken 10.25 detonerede en tidsindstillet bombe i en kuffert i en ventesal, der var godt fyldt op, da den havde aircondition. Bomben bestod af TNT og T4. Ved eksplosionen blev det meste af hovedbygningen ødelagt sammen med Ancona-Chiasso-toget, der holdt ved den nærmeste perron. Braget kunne høres mange kilometer væk. Ventesalens tag styrtede sammen over passagererne, hvilket var stærkt medvirkende til, at drabstallet blev så stort.
Denne sommerlørdag var stationen fyldt med turister, og byen var helt uforberedt på så voldsom en ulykke. Der var ikke tilstrækkeligt med ambulancer, så busser og taxier blev brugt til at transportere sårede til hospitalerne.

## Efterforskning og retssag
Meldingerne fra den italienske regering, der blev ledet af Francesco Cossiga, samt politimyndighederne gik i første omgang på, at der var tale om en ulykke, men hurtigt ændrede man forklaring og skød skylden på de militante Røde Brigader. Der var talrige forsøg på at aflede og obstruere efterforskningen. Dette gav anledning til adskilige konspirationsteorier i forlængelse af den såkaldte "strategia della tensione", som var fascisternes ofte anvendte strategi med at foretage terroraktioner og skyde skylden på venstrefløjen.
En lang, besværlig og kontroversiel retssag samt lange politiske diskussioner fulgte. Slægtninge til ofrene dannede en organisation (Associazione tra i familiari delle vittime della strage alla stazione di Bologna del 2 agosto 1980) for at rejse og fastholde offentlig opmærksomhed på sagen. 23. november 1995 afsagde den italienske højesteret den endelige dom:
- Stadfæstelse af en dom på livsvarig fængsel til neo-fascisterne Valerio Fioravanti og Francesca Mambro, medlemmer af Nuclei Armati Rivoluzionari (NAR) for at gennemføre angrebet. De to dømte har hele tiden nægtet sig skyldige.
- Licio Gelli, stormester for frimurerne, Francesco Pazienza og de to SISMI-officerer Pietro Musumeci og Giuseppe Belmonte idømtes bødestraf for vildledning af efterforskningen.

Ingen har på noget tidspunkt påtaget sig ansvaret for bombningen, og de politiske motiver bag den er fortsat ukendte. Gladio-netværket har været mistænkt for meddelagtighed, i det mindste delvist.

## Efterspil
Hver 2. august mindes man i Bologna ofrene for massakren. Byens styre arrangerer sammen med pårørendeorganisationen hvert år en international kompositiosnkonkurrence, der afsluttes med en koncert på byens centrale torv, Piazza Maggiore.
Stationen er blevet genopbygget, men for at minde om angrebet er gulvet blevet bibeholdt, som det var efter angrebet, og en stort hul i ydermuren er også forblevet urørt. Derudover er stationens store ur stoppet for altid på klokken 10.25, som var eksplosionstidspunktet.

### Listen over ofre
| - Antonella Ceci, 19 - Angela Marino, 23 - Leo Luca Marino, 24 - Domenica Marino, 26 - Errica Frigerio, 57 - Vito Diomede Fresa, 62 - Cesare Francesco Diomede Fresa, 14 - Anna Maria Bosio, 28 - Carlo Mauri, 32 - Luca Mauri, 6 - Eckhardt Mader, 14 - Margret Rohrs, 39 - Kai Mader, 8 - Sonia Burri, 7 - Patrizia Messineo, 18 - Silvana Serravalli, 34 - Manuela Gallon, 11 - Natalia Agostini, 40 - Marina Antonella Trolese, 16 - Anna Maria Salvagnini, 51 - Roberto De Marchi, 21 - Elisabetta Manea, 60 - Eleonora Geraci, 46 - Vittorio Vaccaro, 24 - Velia Carli, 50 - Salvatore Lauro, 57 - Paolo Zecchi, 23 - Viviana Bugamelli, 23 - Catherine Helen Mitchell, 22 | - John Andrew Kolpinski, 22 - Angela Fresu, 3 - Maria Fresu, 24 - Loredana Molina, 44 - Angelica Tarsi, 72 - Katia Bertasi, 34 - Mirella Fornasari, 36 - Euridia Bergianti, 49 - Nilla Natali, 25 - Franca Dall'Olio, 20 - Rita Verde, 23 - Flavia Casadei, 18 - Giuseppe Patruno, 18 - Rossella Marceddu, 19 - Davide Caprioli, 20 - Vito Ales, 20 - Iwao Sekiguchi, 20 - Brigitte Drouhard, 21 - Roberto Procelli, 21 - Mauro Alganon, 22 - Maria Angela Marangon, 22 - Verdiana Bivona, 22 - Francisco Gómez Martínez, 23 - Mauro Di Vittorio, 24 - Sergio Secci, 24 - Roberto Gaiola, 25 - Angelo Priore, 26 - Onofrio Zappalà, 27 | - Pio Carmine Remollino, 31 - Gaetano Roda, 31 - Antonino Di Paola, 32 - Mirco Castellaro, 33 - Nazzareno Basso, 33 - Vincenzo Petteni, 34 - Salvatore Seminara, 34 - Carla Gozzi, 36 - Umberto Lugli, 38 - Fausto Venturi, 38 - Argeo Bonora, 42 - Francesco Betti, 44 - Mario Sica, 44 - Pier Francesco Laurenti, 44 - Paolino Bianchi, 50 - Vincenzina Sala, 50 - Berta Ebner, 50 - Vincenzo Lanconelli, 51 - Lina Ferretti, 53 - Romeo Ruozi, 54 - Amorveno Marzagalli, 54 - Antonio Francesco Lascala, 56 - Rosina Barbaro, 58 - Irene Breton, 61 - Pietro Galassi, 66 - Lidia Olla, 67 - Maria Idria Avati, 80 - Antonio Montanari, 86 |